# Club politique
Pour les articles homonymes, voir club.
 (novembre 2013).
Si vous disposez d'ouvrages ou d'articles de référence ou si vous connaissez des sites web de qualité traitant du thème abordé ici, merci de compléter l'article en donnant les références utiles à sa vérifiabilité et en les liant à la section « Notes et références ».
Un club est un mot emprunté au XVIIIe siècle à l’anglais, pour signifier la réunion, les assemblées de plusieurs personnes, à certains jours fixes, pour s’entretenir des affaires publiques.
La Révolution française a donné un très grand développement à ces associations, diversement appelées clubs politiques, sociétés populaires ou patriotiques ou clubs jacobins, où les citoyens discutaient d’affaires politiques. Ces sociétés prennent leur modèle dans le club des Jacobins de Paris où s'illustrent les plus grands orateurs de cette époque (Robespierre, Danton) Les membres y débattent des thèmes de société, commentent l'actualité et discutent des projets de loi mis en place par l'Assemblée nationale.

## Histoire

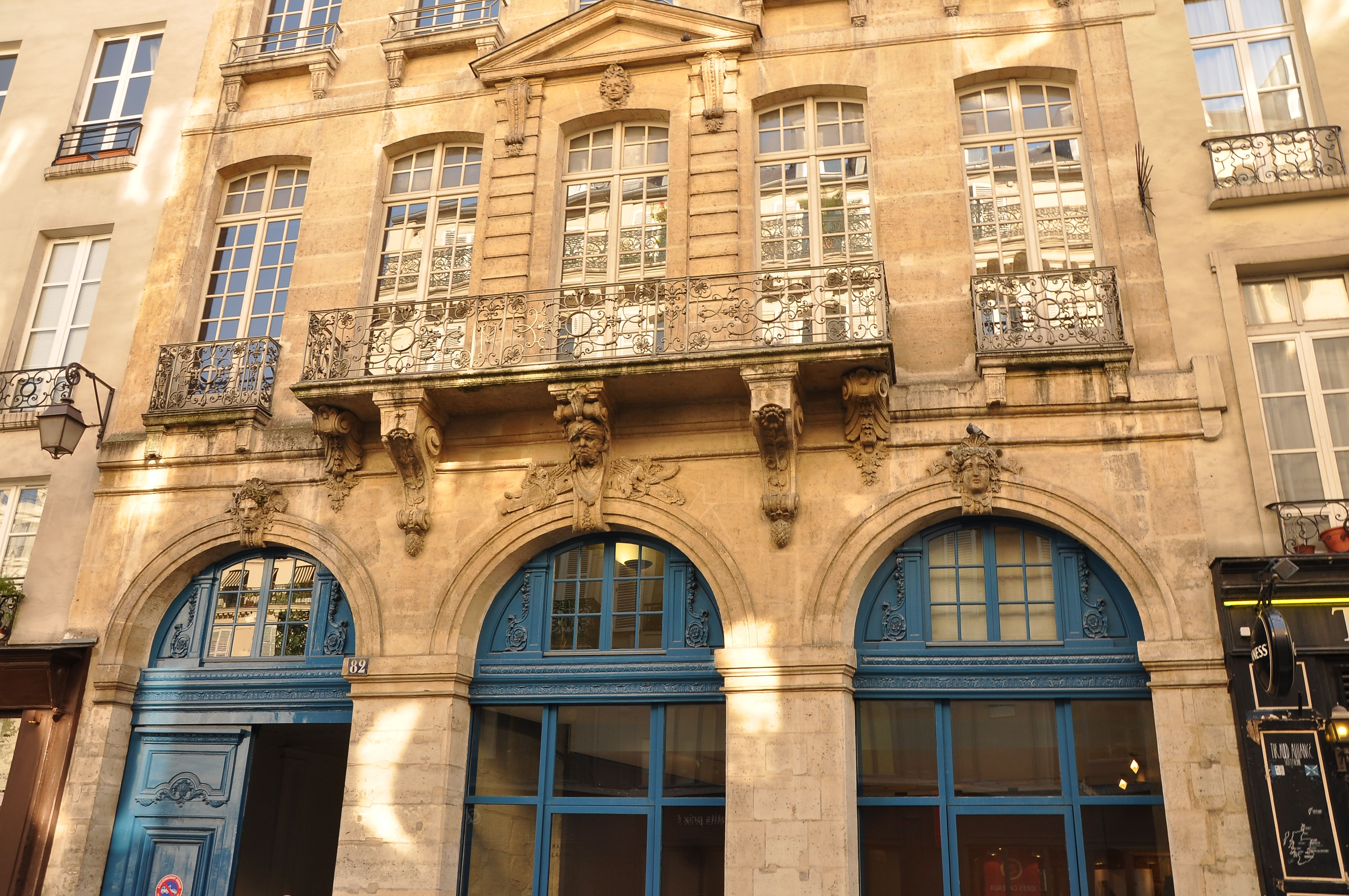
Site du club de l’Entresol.

L’un des premiers clubs à être fondé en France fut le club de l'Entresol, créé à Paris en 1720 par les abbés D'Alary et de Saint-Pierre. Ce club qui se réunissait le samedi de cinq heures du soir à huit heures chez le président Hénault, pour discuter de questions politiques et économiques, compta le marquis d’Argenson, Montesquieu, le marquis de Balleroy, l’abbé de Bragelonne, l’abbé de Pomponne, Claude-Adrien Helvétius, maréchal-duc de Coigny, le maréchal de Matignon, le marquis de Lassay, le comte de Verteillac, le duc de Noirmoutier, Saint-Contest, Marie du Deffand, Madame de Luxembourg, Madame de Pont de Veyle, Madame de Rochefort, Madame Bernin de Valentinay, marquise d’Usés, Madame de Forcalquier, Horace Walpole, le chevalier de Ramsay et le vicomte Bolingbroke parmi ses habitués. Inquiet des idées développées dans ce club, le cardinal Fleury mit fin à ses activités en 1731.

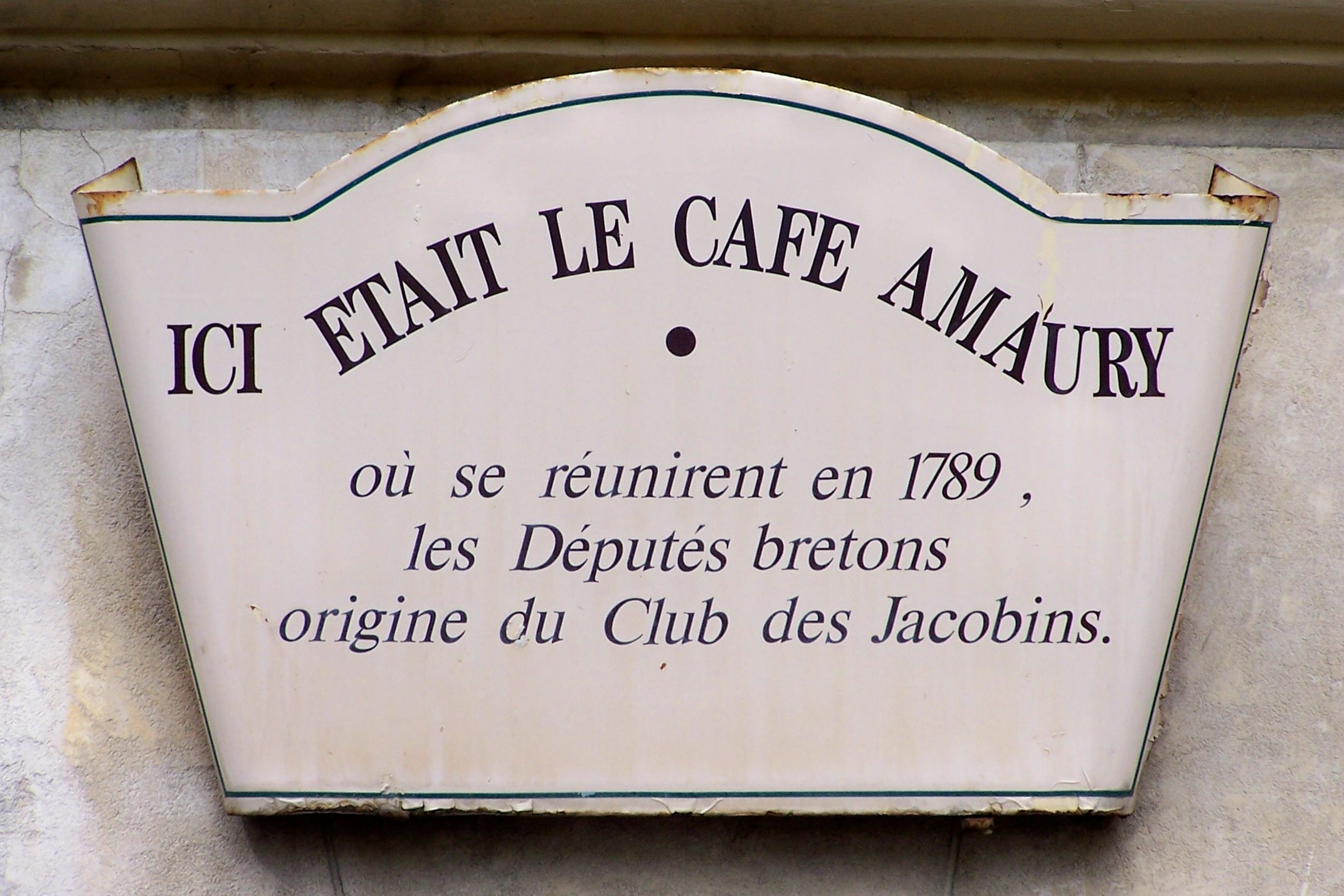
Site du club breton.

Sous la Révolution, le premier club révolutionnaire est, le 30 avril 1789 le club breton, où les députés du Tiers de Bretagne se réunissent pour coordonner leurs efforts au sein des États généraux. Il rassemble rapidement des députés des autres provinces, et devient à l’automne la Société de la Révolution, puis la Société des Amis de la Constitution. Le 8 février 1790, elle se donne pour objectif de travailler à l’affermissement de la Constitution.
Les premières sociétés populaires apparaissent en 1789, dans les principales villes de France. À l'origine, beaucoup d'entre elles sont occupées par des notables aisés réformistes. Elles prennent alors le nom de Société des Amis de la Constitution. En 1790, elles se multiplient un peu partout en France et deviennent des acteurs importants de la politique locale. Parfois, plusieurs sociétés coexistent dans une même ville.
À partir de juin 1793, les sociétés sont épurées et les membres les plus modérés sont rejetés. Les sociétés populaires deviennent révolutionnaires.
Avec la Terreur, la société populaire devient obligatoire[réf. nécessaire]. Dans chaque ville, une société populaire assure de concert avec les municipalités et les comités de surveillance la bonne application des lois et dénonce les contre-révolutionnaires.

## Cadre législatif et réglementaire
Bien que la Déclaration des droits de l’homme et du citoyen ne mentionne pas le droit de réunion et d’association, le cadre législatif se met rapidement en place. L’article 62 de la loi du 14 décembre 1789 réserve aux citoyens actifs (ceux dont le total des impôts directs dépasse un certain seuil) la participation aux clubs. Le 29 avril 1790, les militaires peuvent assister aux réunions, à condition qu’ils ne portent pas leurs armes. Le 10 mai suivant, il est interdit aux clubs de présenter une pétition en nom collectif.
Les clubs sont protégés par la Constituante : ainsi, la société de Dax ayant été dissoute autoritairement par la municipalité, un décret du 14 novembre 1791 la rétablit, en précisant que les « citoyens ont le droit de s’assembler et de former entre eux des sociétés libres à la charge d’observer les loix (sic) qui régissent tous les citoyens ». La liberté est donc le principe, et le trouble à l’ordre public la seule restriction à l’activité des clubs. Les décrets des 19 et 22 juillet 1791 imposent la déclaration préalable à la mairie des lieux et jours des réunions. Enfin, un décret des 29-30 septembre limite leur existence politique : ils ne peuvent agir sur les pouvoirs publics, pétitionner en nom collectif, ou former des députations. La Constituante souhaitait ainsi clairement freiner leur expansion, et ainsi achever la Révolution.
Les fédéralistes sont généralement hostiles aux clubs : ils font fermer les clubs, ou arrêter leurs membres. Le 13 juin 1793, un décret de la Convention interdit aux pouvoirs publics d’intervenir ou de gêner le fonctionnement des sociétés populaires, renforcé par celui du 25 juillet, qui interdit aux autorités de mettre obstacle à leur fonctionnement, sous peine de poursuites. Les sociétés populaires deviennent ainsi des acteurs politiques à part entière et discutent de tous les sujets.
Le 30 octobre 1793, la Convention interdit aux femmes la possibilité de créer et d'animer des clubs politiques. Tous les clubs et sociétés populaires de femmes sont dissous. Il est désormais interdit aux femmes de se réunir.
Le coup d’État de Thermidor les met à mal : le 21 brumaire an III, le club des Jacobins est définitivement fermé. Le 25 vendémiaire, les affiliations et correspondances entre clubs sont interdites, et les clubs doivent envoyer une liste de leurs membres aux autorités. L’article 361 de la constitution de l'an III (5 fructidor an IV) interdit qu’une association porte le nom de société populaire, et l’article 362 interdit les séances publiques, les réseaux, les signes extérieurs d’appartenance pour les membres, les règlements intérieurs. Le 6 fructidor, la dissolution de toutes les sociétés populaires est prononcée, leur fermeture imposée et leurs biens saisis.

## Extension et recrutement
Pratiquement 10 % des communes françaises ont eu une société populaire, affiliée ou non à un des clubs parisiens.
La plupart des clubs de province étaient parrainés par le club des jacobins : 90 en août 1790, 210 en mars 1791, 400 en juin, 550 en octobre, après la crise et la scission du club des Jacobins provoquée par la fuite à Varennes. Lors de la proclamation de la République, toutes tendances confondues, il existe environ 3000 clubs. Un an plus tard, ils sont entre trois et huit mille, dont 800 affiliés aux jacobins. Dans certains départements, on compte beaucoup plus de clubs : 63,5 % des communes en ont un dans les Basses-Alpes, 90 sur 110 dans les Bouches-du-Rhône, et plus encore le Vaucluse et la Drôme.

## Les clubs de femmes
À partir de 1790, des femmes créent leurs propres clubs. Dix villes auraient abrité un club de femmes. À Paris, la Société patriotique et de bienfaisance des Amies de la Vérité est fondée par Etta Palm d'Aelders en mars 1791. En mai 1793, la Société des citoyennes républicaines révolutionnaires est fondée, par Pauline Léon, chocolatière, et Claire Lacombe, actrice. Toutes ces sociétés sont dissoutes par la Convention le 30 octobre 1793. Les femmes vont cependant continuer à fréquenter les sociétés mixtes. En 1794, sur 5 500 sociétés, une dizaine à Paris et une vingtaine en province sont mixtes.

## Action des clubs et sociétés populaires
Les clubs ont principalement une action de formation politique et d’information des citoyens. Les affiliations et parrainages constituent un réseau de sociétés populaires, qui se font les relais politiques des clubs parisiens. Ce rôle de discussion des nouvelles évolue ensuite vers un rôle de défense de la Révolution, avec comités de surveillance locaux.

## Clubs principaux
de la gauche à la droite
| - Hébertistes - Carabot - Cercle social (club révolutionnaire) - Club des Cordeliers - Club de la Vieille Monnaie - Club du Panthéon - Club des Jacobins - Club du Manège - Club breton - Club helvétique ou Club des patriotes suisses - Indulgents - Club de la Réunion - Girondistes - Club de 1789 - Club des Feuillants - Club de Salm - Club de Clichy - Club des Impartiaux - Club des échecs | - Société fraternelle de l'un et l'autre sexe - Société patriotique du Luxembourg - Société populaire de Nantes - Société des républicaines révolutionnaires |